# Tonila
Tonila es una localidad mexicana, cabecera del municipio homónimo, situada en el sur del estado de Jalisco. Se ubica en la región Sur.

## Geografía
La localidad de Tonila se ubica hacia el oeste del municipio de Tonila, en el límite con el municipio de Cuauhtémoc, Colima.
La localidad se encuentra dentro de un lomerío, entre 1200 a 1300 m s.n.m.; el suelo predominante es el cambisol.
El clima varía de semicálido subhúmedo a cálido subhúmedo con lluvias en verano, teniendo una temperatura media anual que es desde los 22 a 24 °C.

## Demografía
De acuerdo con el Censo de Población y Vivienda realizado en el año 2020 por el Instituto Nacional de Estadística y Geografía (INEGI), en Tonila había un total de 3226 habitantes, siendo 1646 mujeres y 1580 hombres.

### Viviendas
En el censo de 2020 se registraron alrededor de 1243 viviendas particulares, de las cuales 947 estaban habitadas; mientras que las viviendas particulares habitadas: 921 tenían piso de material diferente de tierra; 940 disponían de energía eléctrica; 941 disponían de escusado y/o sanitario y de drenaje.

### Evolución demográfica
| Gráfica de evolución demográfica de Tonila entre 1900 y 2020 |
|                                                              |
| Fuente: Instituto Nacional de Estadística y Geografía        |